# 埃利斯公園球場
埃利斯公園球場又名為可口可樂公園球場，是一個位於南非約翰內斯堡的欖球場和足球場，同時為黃金獅 、獅隊(超級橄欖球聯賽)、奧蘭多海盜(南非超級足球聯賽)的主場館。另外，本球場為1995年世界盃欖球賽、2009年洲際國家盃與2010年世界盃足球賽的比賽場館。
於1928年開放的埃利斯公園球場最初可容納38000人，其後球場在1982年重建，可容納的人數上升至60000人，是現時南非容納到最多觀眾的球場。2008年，可口可樂向球場提供價值4億南非蘭特(5千萬美元)的贊助，因而冠名為埃利斯公園球場。同年，為迎接兩年後進行的世界盃，球場的座位增加至65000個。

## 主辦賽事
埃利斯公園球場分別主辦過1995年世界盃欖球賽、2009年洲際國家盃及2010年世界盃足球賽三個大型賽事。在1995年世界盃中，埃利斯公園球場協助了三場分組賽、一場準決賽和決賽。當中，東道主南非在這球場擊敗紐西蘭，贏得世界盃冠軍。

### 2009年洲際國家盃
埃利斯公園球場是其中一個主辦洲際國家盃的球場，當中包括三場分組賽、一場半決賽和一場決賽，巴西最終以3-2戰勝美國，成為冠軍得主。
| 日期          | 時間 (UTC+2) | 隊伍 #1 | 賽果  | 隊伍 #2 | 回合   | 入場人數 |
| ------------- | ------------ | ------- | ----- | ------- | ------ | -------- |
| 2009年6月14日 | 16.00        | 南非    | 2 - 0 | 新西兰  | A組    | 48,837   |
| 2009年6月18日 | 20.30        | 埃及    | 1 - 0 | 義大利  | B組    | 52,150   |
| 2009年6月18日 | 20.30        | 伊拉克  | 0 - 0 | 新西兰  | A組    | 23,295   |
| 2009年6月25日 | 20.30        | 巴西    | 1 - 0 | 南非    | 半決賽 | 48,049   |
| 2009年6月28日 | 20.30        | 美国    | 2 - 3 | 巴西    | 決賽   | 52,291   |

### 2010年世界盃足球賽
世界盃期間，埃利斯公園球場共會協助7場賽事，當中包括5場的分組賽、一場十六強和一場八強。
| 日期          | 時間 (UTC+2) | 隊伍 #1    | 賽果  | 隊伍 #2  | 回合 | 入場人數 |
| ------------- | ------------ | ---------- | ----- | -------- | ---- | -------- |
| 2010年6月12日 | 16.00        | 阿根廷     | 1 - 0 | 奈及利亞 | B組  | 55,686   |
| 2010年6月15日 | 20.30        | 巴西       | 2 - 1 |          | G組  | 54,331   |
| 2010年6月18日 | 16.00        | 斯洛維尼亞 | 2 - 2 | 美国     | C組  | 45,573   |
| 2010年6月21日 | 20.30        | 西班牙     | 2 - 0 |          | H組  | 54,386   |
| 2010年6月24日 | 16.00        | 斯洛伐克   | 3 - 2 | 義大利   | F組  | 53,412   |
| 2010年6月28日 | 20.30        | 巴西       | 3 - 0 | 智利     | 16強 | 54,096   |
| 2010年7月3日  | 16.00        | 巴拉圭     | 0 - 1 | 西班牙   | 8強  | 55,359   |

## 資料來源
1. ↑  .   [2010-04-10]. （原始内容存档于2018-12-25）.
2. ↑  .   [2010-04-10]. （原始内容存档于2012-06-08）.
3. ↑  .   [2010-04-10]. （原始内容存档于2008-12-03）.